# Teatre Romea (Barcelone)
Pour les articles homonymes, voir Romea.
Le Teatre Romea est une salle de spectacles de Barcelone, située dans le quartier du Raval, dédiée principalement au théâtre. Sa capacité est de 660 spectateurs.

## Histoire

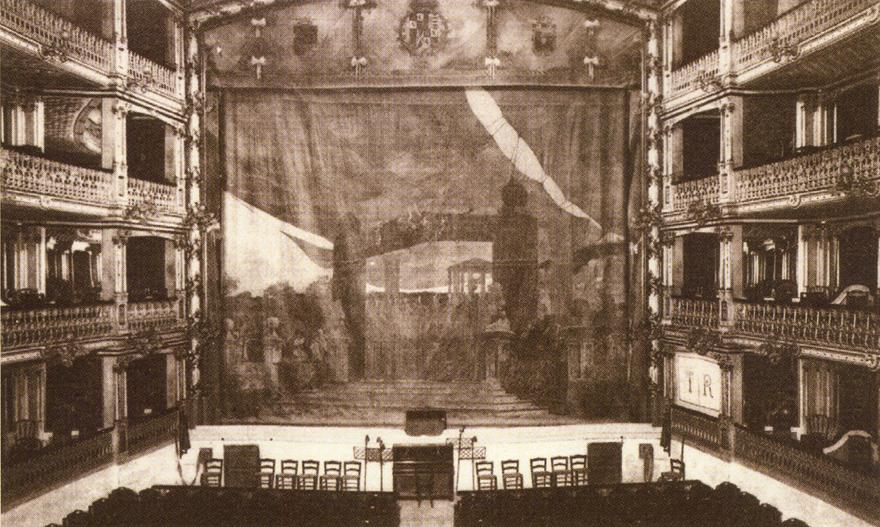
Intérieur du théâtre vers 1914.

Construit en 1863 sous le nom de Teatre Català, il se nomme plus tard Teatre Romea en hommage à Julian Romea, poète et acteur populaire du 19e siècle dans toute l'Espagne.
C'est l'un des plus importants théâtres en catalan.
Il a vu des générations d'acteurs et d'actrices, comme Francisca Soler de Ros pour laquelle il a organisé un hommage officiel pour son décès.
Margarita Xirgu, actrice iconique de la Seconde République espagnole, fondatrice de l'École multidisciplinaire d'art dramatique Margarita Xirgu de Montevideo, et Roser Coscolla i Ferrer, actrice catalane, font partie des grandes personnalités ayant fait les grandes heures du théâtre, ainsi que les comédiens Cassen et Josep Maria Pou, directeur de l'institution depuis 2019.
En 2015, Cesc Gay y présente sa première pièce de théâtre Els veins de dalt.
En 2017, le théâtre accueille notamment le spectacle à succès Federico García, consacré au poète et dramaturge Federico García Lorca, assassiné par les nationalistes durant la guerre d'Espagne.

## Récompenses
Le théâtre reçoit en 2015 la Creu de Sant Jordi  « pour le rôle qu'il a tenu dans la culture et la société».